# Technische Universität Dresden
Det Technische Universität Dresden (TU Dresden eller TUD) er med 35.000 studerende det største universitet i den tyske delstat Sachsen. Universitetets største campus er placeret i Dresden, ca. 3 km syd for den historiske bydel og Elbens bred. På trods af navnet rækker studie- og forskningsområderne bredt ud over de tekniske videnskaber og de 17 fakultulteter fordeler sig indenfor de fire kerneområder: Ingeniørvidenskab, humaniora, naturvidenskab og lægevidenskab. TU Dresden er med i TU 9, sammenslutningen af de 9 største tekniske universiteter i Tyskland.
De studerende kommer hovedsageligt fra Sachsen (ca. 50%), fra resten af Tyskland (ca. 35%) og fra udlandet (ca. 15%).

At en så stor del af de studerende kommer fra andre steder end Sachsen kan skyldes, at en ønsket studieretning udbydes her og ikke på et hjemnært universitet, men også, at Dresden opfattes som en by med rigt studenterliv og mulighed for at bo til en relativt billig leje, bl.a. gennem studenterforeningens kollegier (Studentenwerk Dresden).

## Eksterne kilder og henvisninger
- Wikimedia Commons har flere filer relateret til Technische Universität Dresden

1. ↑  Zahlen und Fakten zur TU Dresden 2005/2006
2. ↑  Studentenwerk Dresden

| Skole | Spire Denne artikel om en skole, en uddannelsesinstitution eller uddannelse er en spire som bør udbygges. Du er velkommen til at hjælpe Wikipedia ved at udvide den. |

51°01′41″N 13°43′36″Ø / 51.0281°N 13.7267°Ø